# Empressostrea kostini
Empressostrea kostini is een tweekleppigensoort uit de familie van de Gryphaeidae. De wetenschappelijke naam van de soort is voor het eerst geldig gepubliceerd in 2007 door Huber & Lorenz.